# Хюттен (Айфель)
Хюттен (нем. Hütten) — община в Германии, в земле Рейнланд-Пфальц.
Входит в состав района Айфель-Битбург-Прюм. Подчиняется управлению Нойербург. Население составляет 45 человек (на 31 декабря 2010 года). Занимает площадь 3,09 км².